# ポラナ (小惑星)
ポラナ (142 Polana) は、小惑星帯に位置するとても暗い小惑星の一つ。主に炭素でできており、C型小惑星のサブグループのF型小惑星、またニサ族のサブグループであるポラナ族に分類される。1875年1月28日にオーストリアの天文学者、ヨハン・パリサがポーラ（現クロアチア領プーラ）で発見し、発見場所に因んで名付けられた。